# 세라 매클라클런
세라 매클라클런(Sarah McLachlan, OC, OBC, 1968년 1월 28일~)은 캐나다의 가수, 작곡가 겸 화가이다.

## 서훈
- 1999년 캐나다 훈장 오피서(OC)
- 2001년 브리티시컬럼비아 주 훈장(OBC)